# Eschscholzia rhombipetala
Eschscholzia rhombipetala (лат. ) — вид травянистых растений рода Эшшольция (Eschscholzia) семейства Маковые (Papaveraceae). Также называют «ромболистный калифорнийский мак» (англ. diamondpetal California poppy) и «ромболистный мак» (англ. diamond-petaled poppy).
Первоначально вид был известен из семи участков в Калифорнии. Однако с начала 1970-х годов не встречался, считался исчезнувшим. Был вновь открыт в 1993 году на равнине Карризо и в окрестностях Ливерморской национальной лаборатории (округ Аламида, Калифорния).

## Ареал и местообитание
Eschscholzia rhombipetala встречается на равнине Карризо в Калифорнии (США). Растёт в полях, на открытых местах. Цветёт весной (март-май).

## Описание
Однолетнее травянистое растение, растёт кустом, листья сегментированные, с закруглёнными долями. Стебель высотой 5-30 см, одиночный мелкий цветок — с жёлтыми лепестками, 3—15 см. Плод — капсула 4—7 см, семена — мелкие чёрные 1,3—1,8 мм.